# Thuidium pseudoprotensum
Thuidium pseudoprotensum är en bladmossart som beskrevs av Mitten 1869. Thuidium pseudoprotensum ingår i släktet tujamossor, och familjen Thuidiaceae. Inga underarter finns listade i Catalogue of Life.